# کلره
کلره (به ایتالیایی: Colere) یک کومونه در ایتالیا است که در استان برگامو واقع شده‌است. کلره ۱۸٫۸ کیلومتر مربع مساحت و ۱٬۱۴۷ نفر جمعیت دارد و ۱٬۰۱۳ متر بالاتر از سطح دریا واقع شده‌است.